# Новая народно-освободительная партия
Новая народно-освободительная партия — политическая партия в Монтсеррат под руководством Джона Осборна. Член Карибского демократического союза.

## История
ННОП была создана в 2001 году в результате слияния Народной прогрессивной Альянса и Движения национального реконструкции, с лидером НПА Джон Осборн становится лидером новой партии. На выборах в том же году, он получил 52 % голосов и выиграл семь из девяти мест в Законодательном совете, в результате чего становится Осборн главным министром.
На выборах 2006 партия была снижена до трех мест. Несмотря на то, был в состоянии сформировать коалиционное правительство с Монтсеррат демократической партии и независимый депутат, Осборн ушел с поста главного министра и лидера МДП Лоуэлл Льюис стал главным министром.